# فرنسيسكو فرياس كاسترو
فرنسيسكو فرياس كاسترو هو محامي وسياسي مكسيكي، ولد في 9 يناير 1950 في لوس موتشيس في المكسيك. نشط حزبياً في الحزب الثوري المؤسساتي. وقد انتخب عضو مجلس النواب المكسيك ‏.